# Погребальный саркофаг Аньяна
Погребальный саркофаг Аньяна (кит. 安阳北齐石棺), также известное как ложе Цао Цао (от китайского героя Цао Цао), представляет собой китайское погребальное ложе, принадлежащее согдийскому купцу и официальному лицу, действовавшему в Китае в VI век н. э. Гробница была обнаружена в 1911 году, а компоненты погребального ложа были разбросаны по разным музеям мира после того, как были выставлены на арт-рынке. Считается, что погребальное ложе было раскопано в Аньяне (древний Чжандефу), столице династии Северная Ци. Оно стилистически датируется династией Северная Ци (550—577 гг. н. э.).

## Гробница

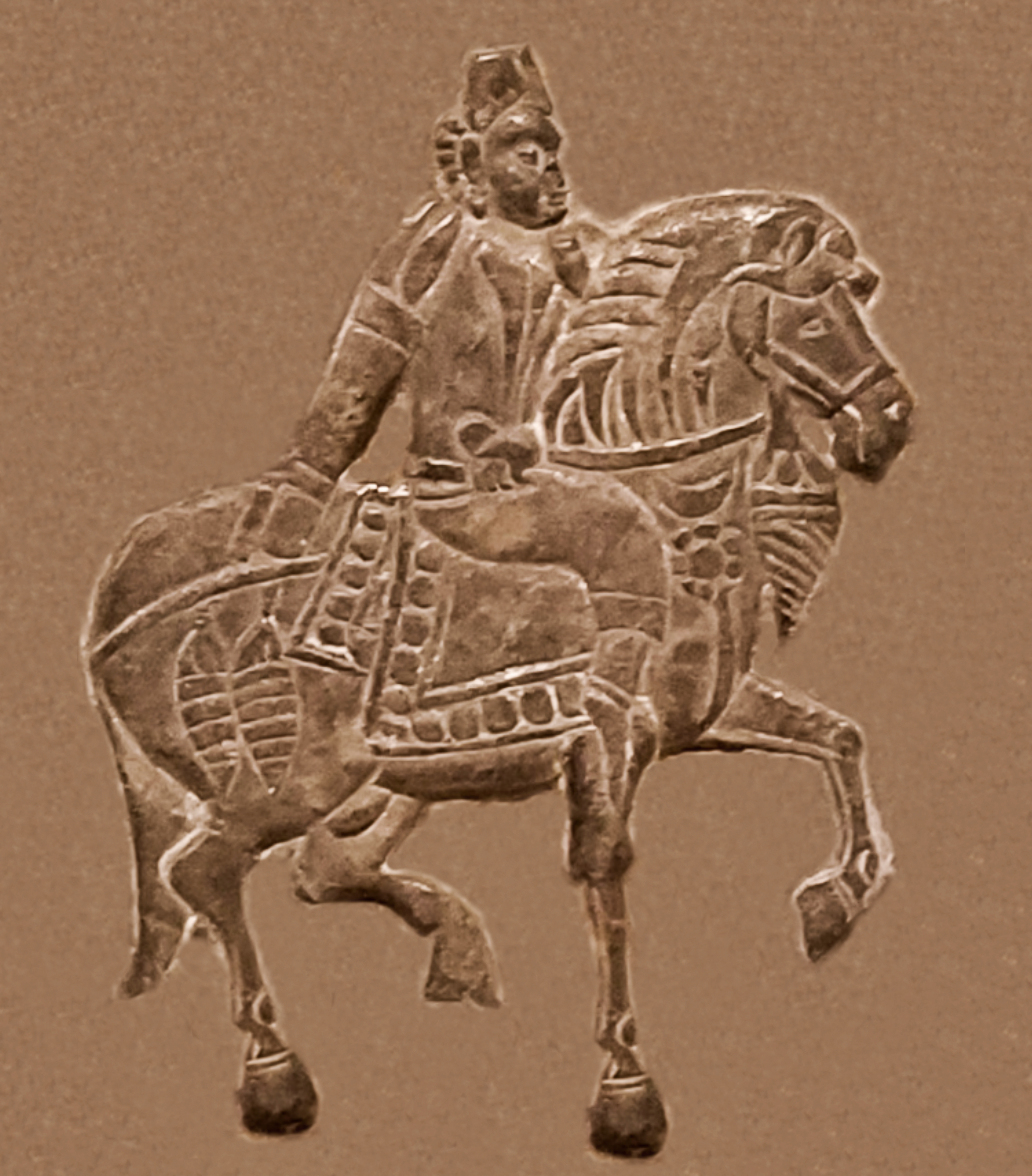
Принц (предполагаемый владелец гробницы) верхом на лошади. С одной из панелей погребального саркофага Аньяна.

Известно восемь компонентов этого надгробного памятника: помост и два карниза с зазубринами на концах, ныне находящиеся в Художественной галерее Фрира, пара ворот, ныне находящиеся в Музее восточноазиатского искусства (Кёльн), две прямоугольные плиты в Музее изящных искусств Бостона и одна плита в Музее Гиме в Париже.
Погребальное ложе имеет важное значение для согдийского искусства и культуры, поскольку оно украшено музыкантами в типичной согдийской одежде и буддийской сценой с изображением божеств. В ансамбль согдийских музыкантов входят два лютниста, флейтист, два барабанщика и цимбалист, а также два танцора. Двое носилок, когда-то прикреплённые к саркофагу, демонстрировали то, что китайцы называли хусюань у (кит. 胡旋舞), то есть «согдийский танец с вихрем», который был чрезвычайно популярен в Китае и появляется на многих китайских гробницах. Источники Тан подтверждают популярность танца. Его исполняли при дворе китайский император династии Тан Сюаньцзун и его любимая наложница.
В 1958 году Густина Скалья первой осознала, что предметы, разбросанные по нескольким музеям, принадлежали одному погребальному ложу, сделанному для члена согдийской общины в Китае.
Владелец и точная история владельца гробницы остаются неизвестными, так как эпитафия утеряна.

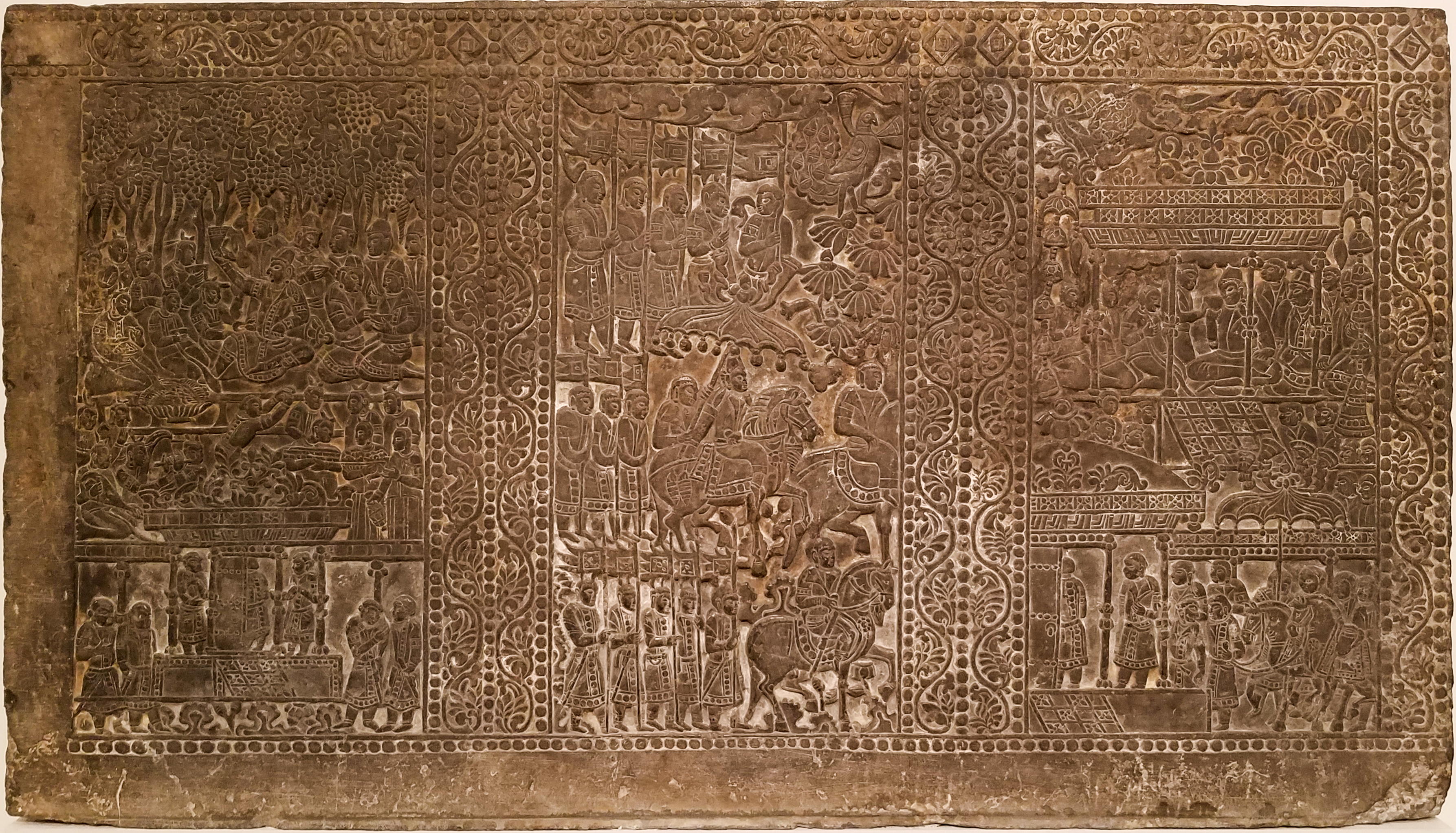
Декоративная плита, изначально являвшаяся частью погребального ложа. Музей изящных искусств (Бостон)[2].
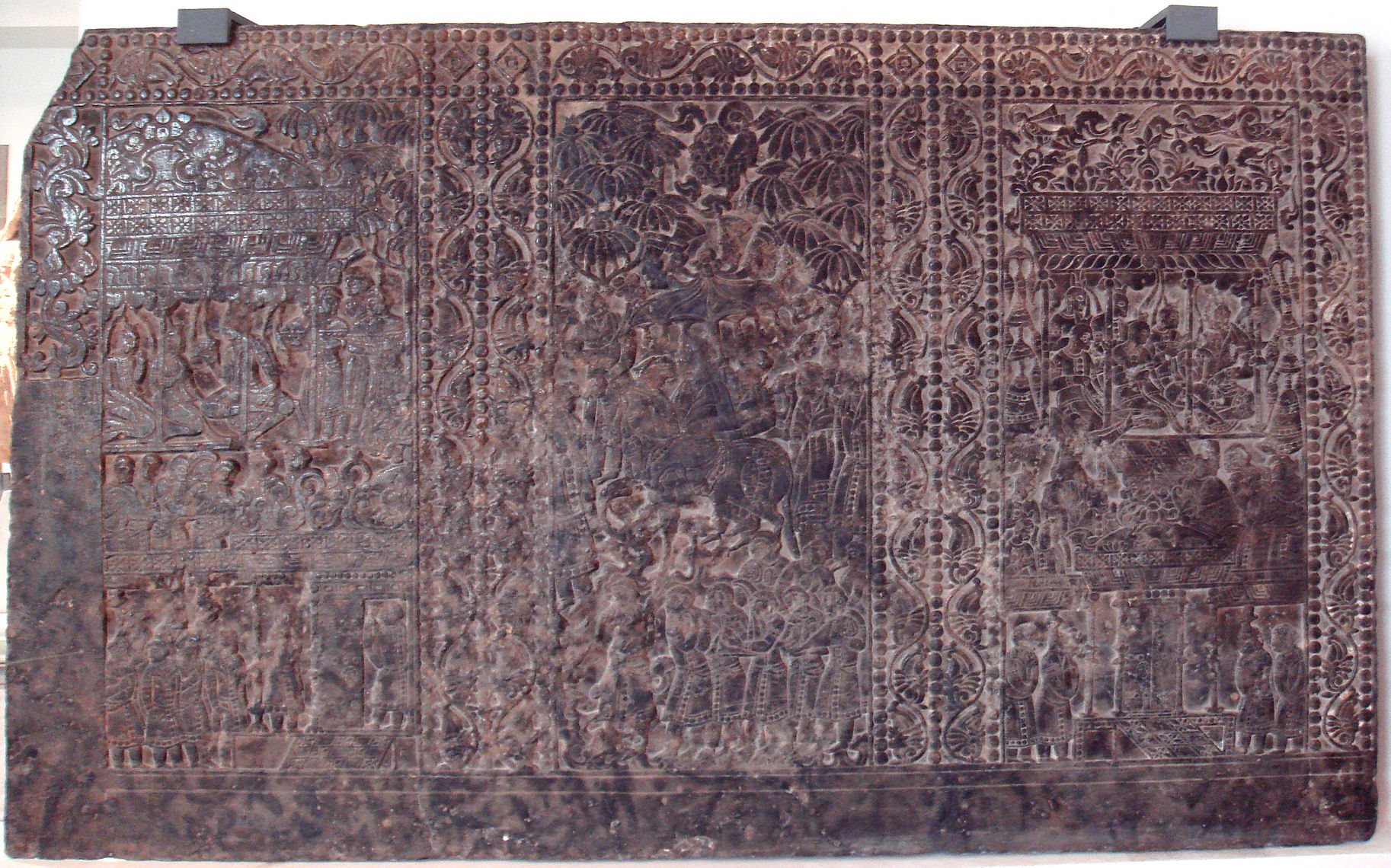
Прямоугольная плита, Музей Гиме[2].
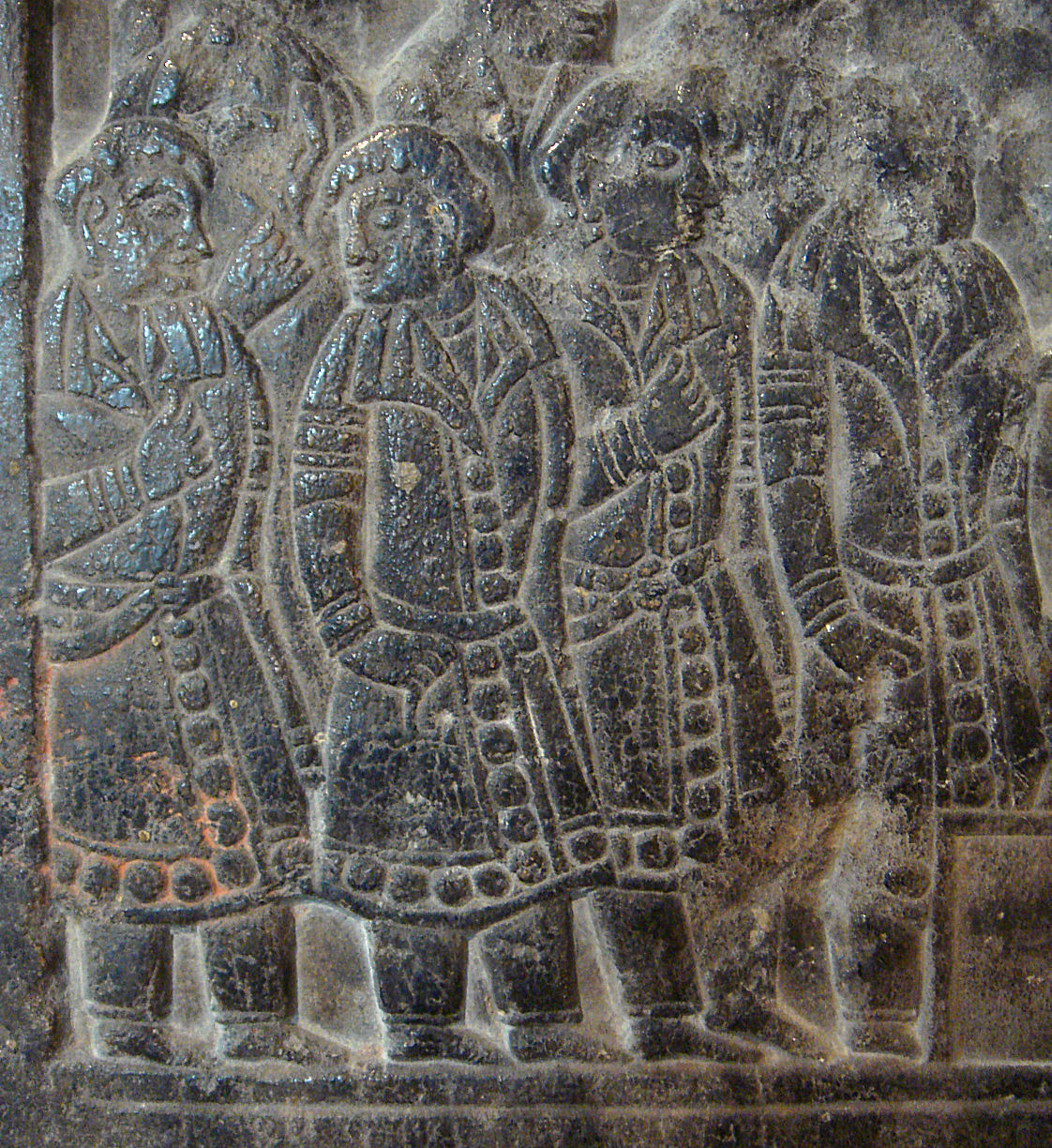
Согдийский новогодний фестиваль, Северная Ци, Музей Гиме[2].
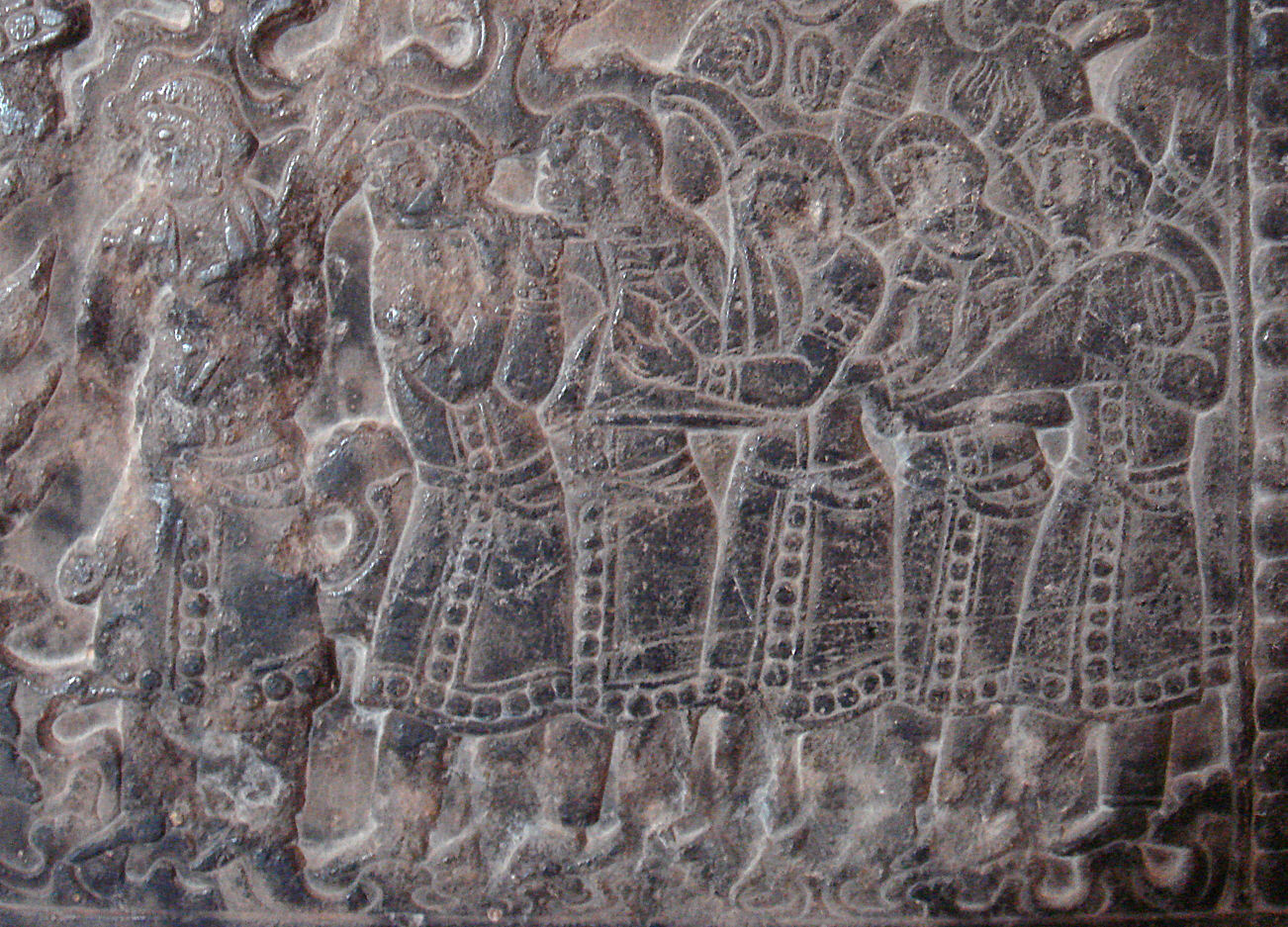
Согдийские музыканты с погребального ложа, Северная Ци, Музей Гиме[2].
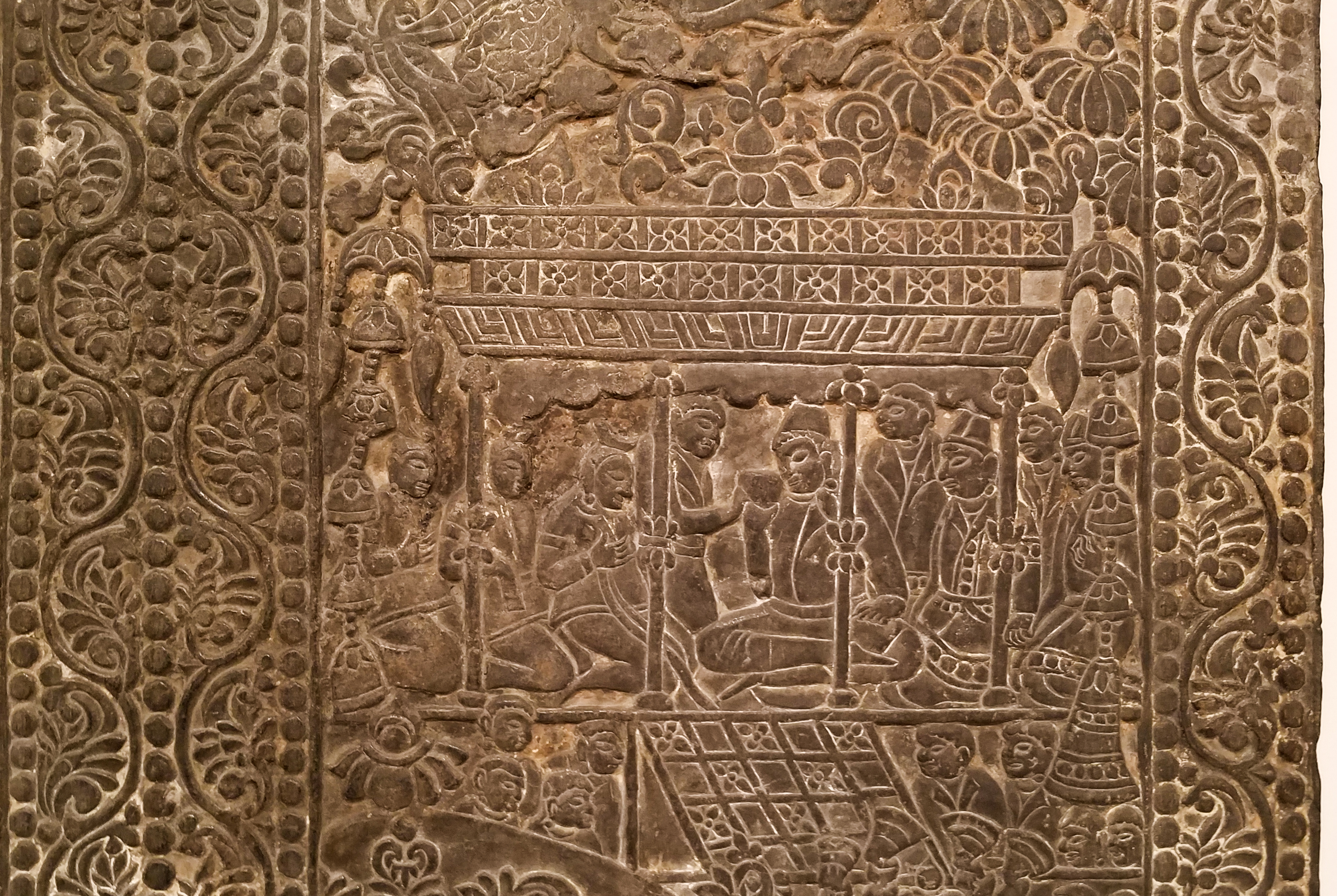
Детали банкета, Музей изящных искусств (Бостон).
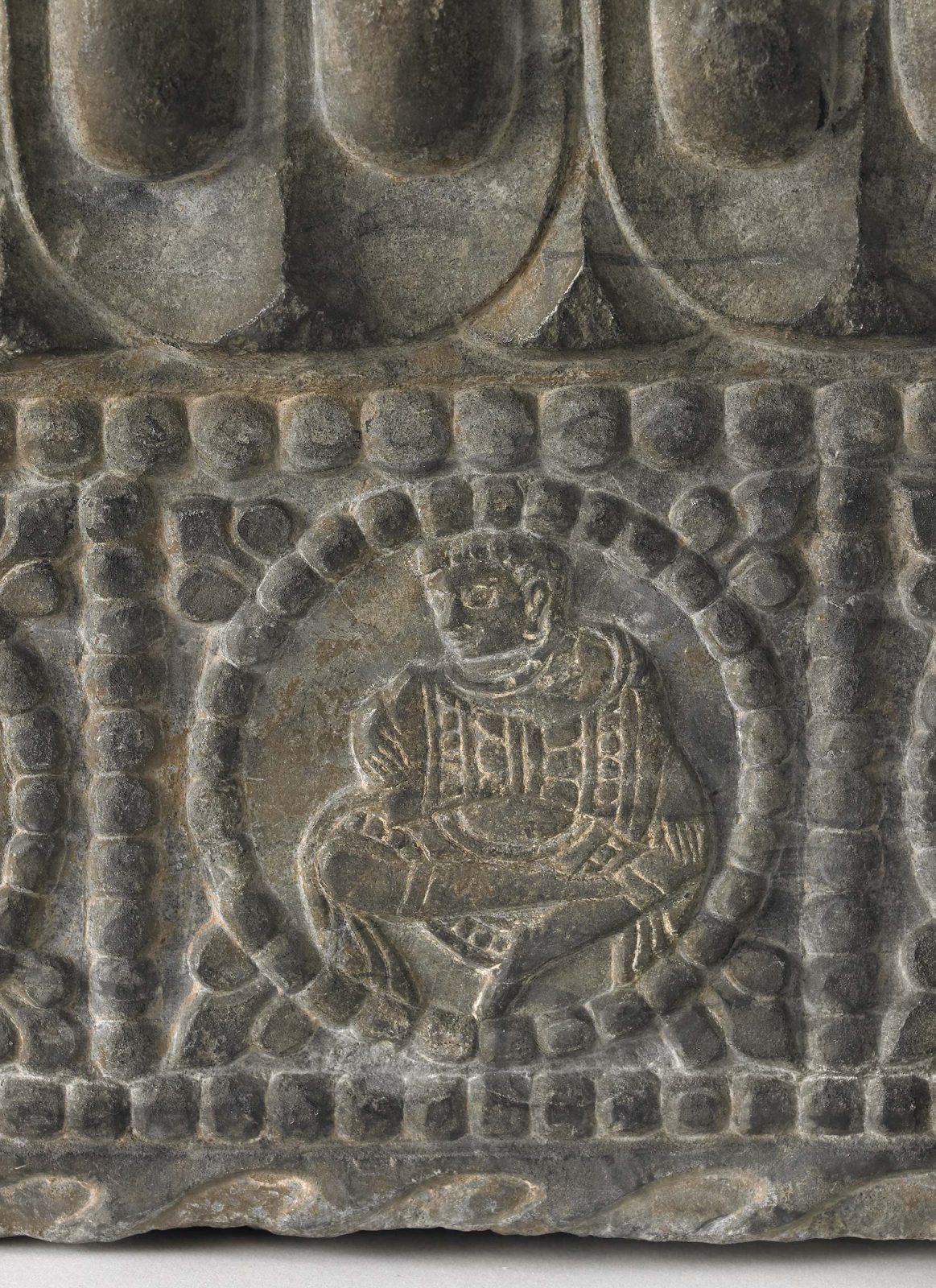
Деталь музыканта, Художественная галерея Фрира.
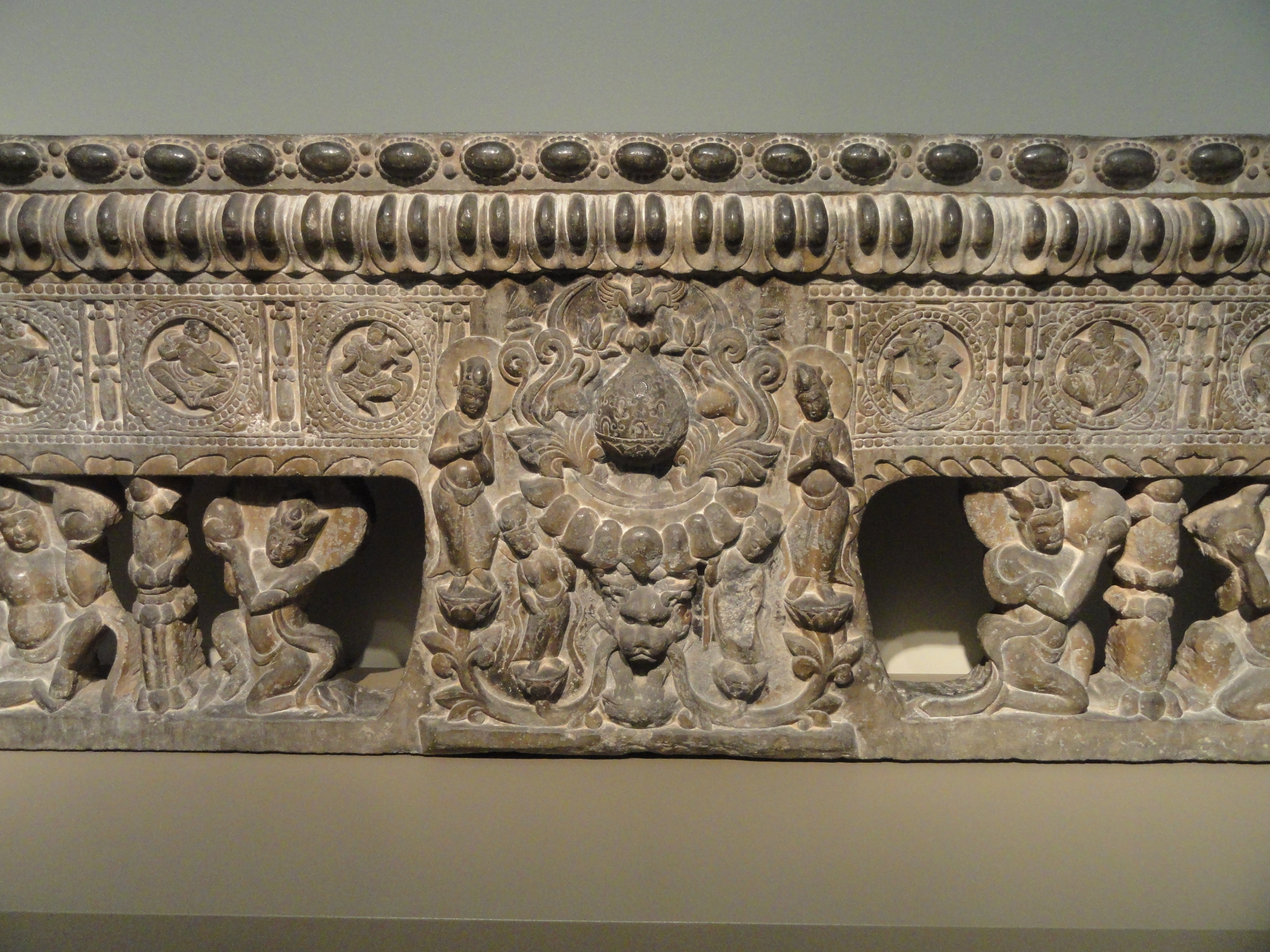
Основание погребального ложа, Художественная галерея Фрира.
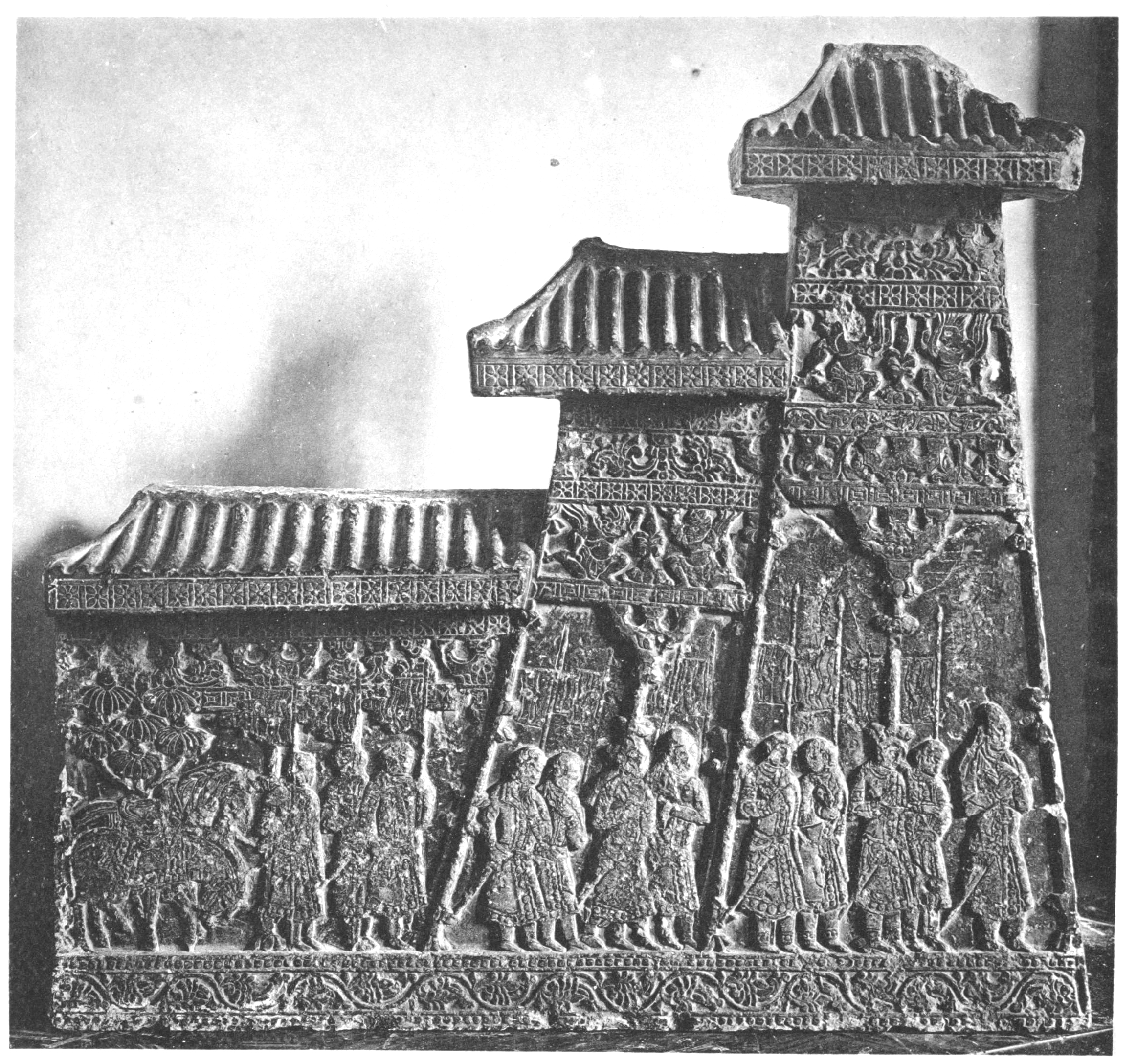
Левые ворота, Музей восточноазиатского искусства (Кёльн)
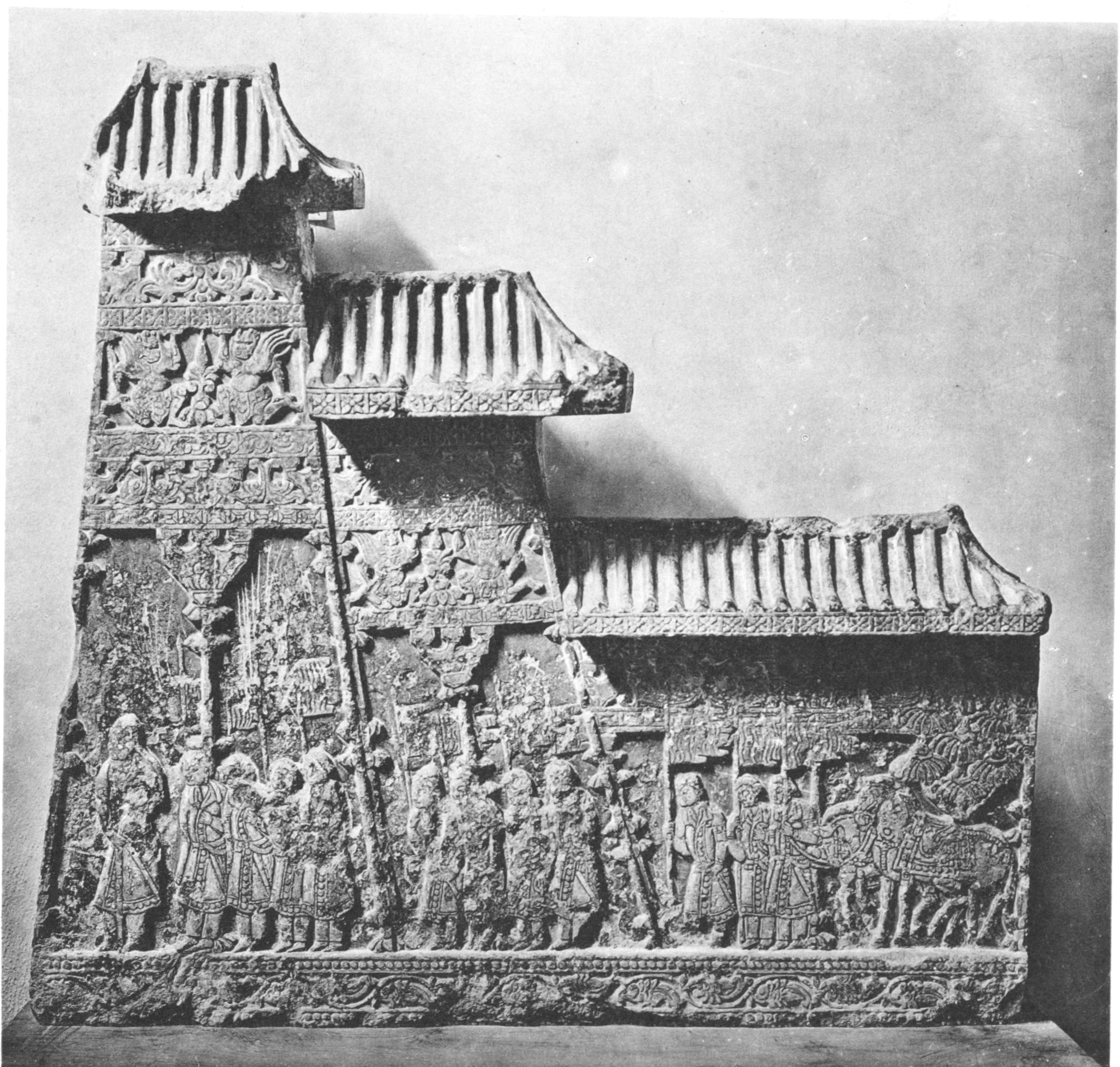
Правые ворота, Музей восточноазиатского искусства (Кёльн)
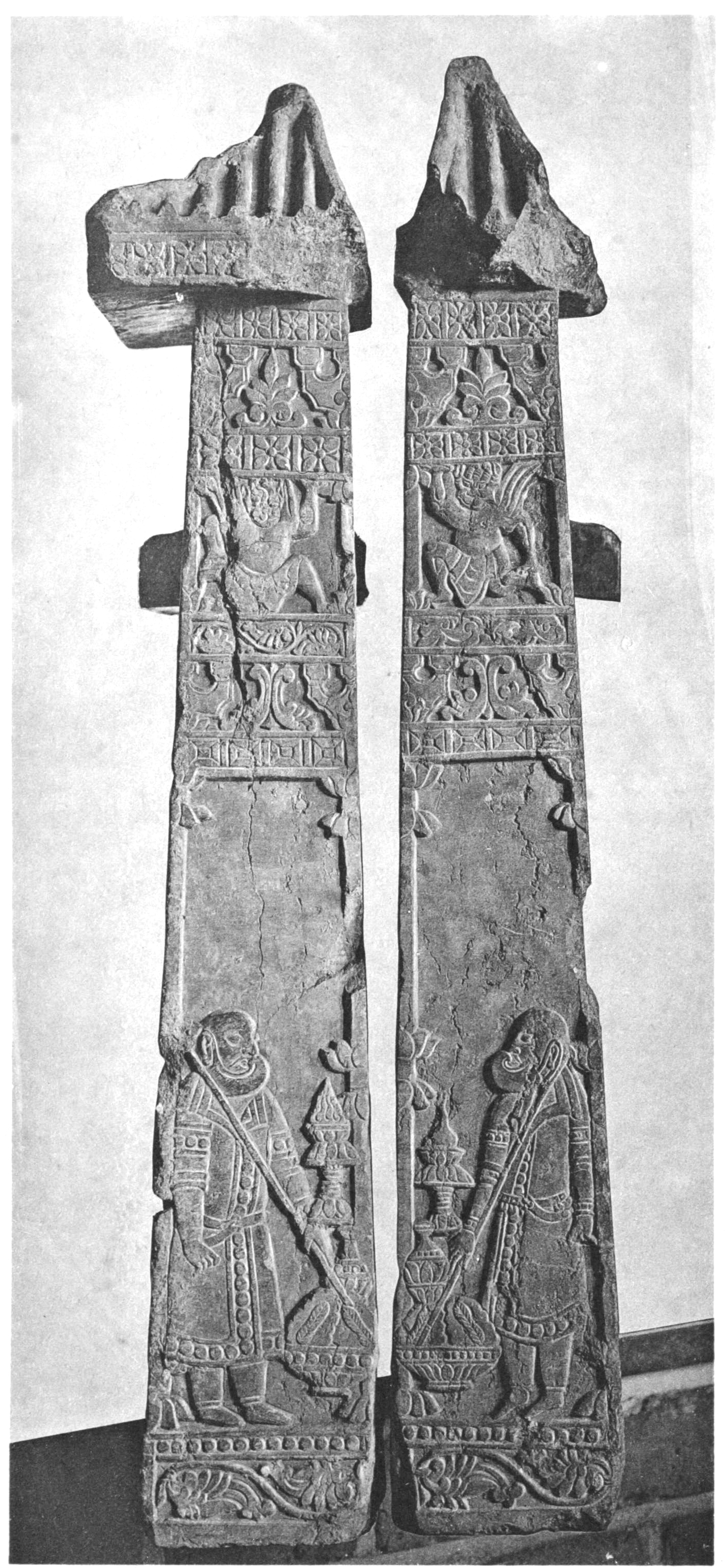
Воротные столбы, Музей восточноазиатского искусства (Кёльн)

## Китайские каменные погребальные саркофаги

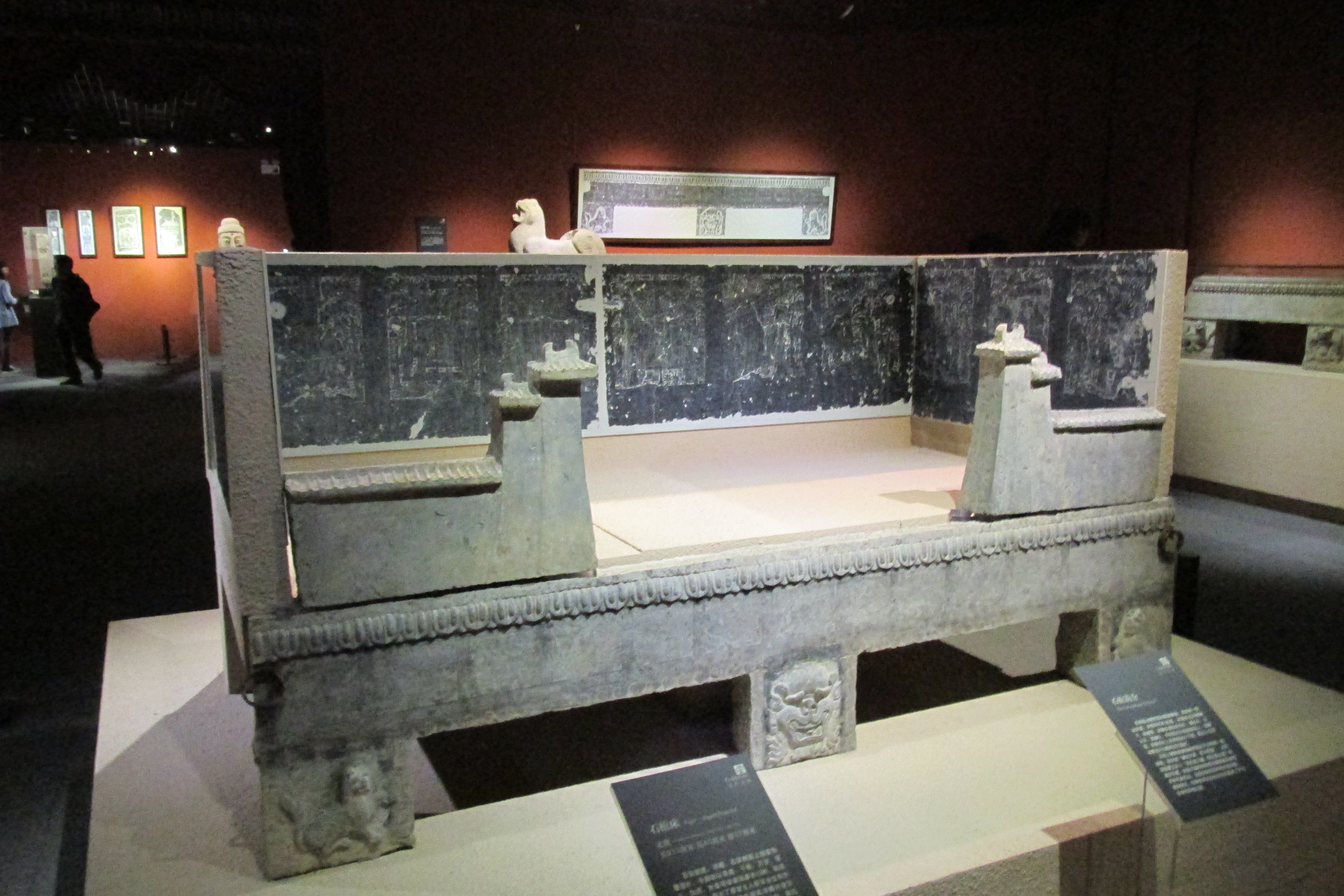
Каменный саркофаг в виде тигра. Северная Вэй (386—534 гг. н. э.). Шэньчжэньский музей.

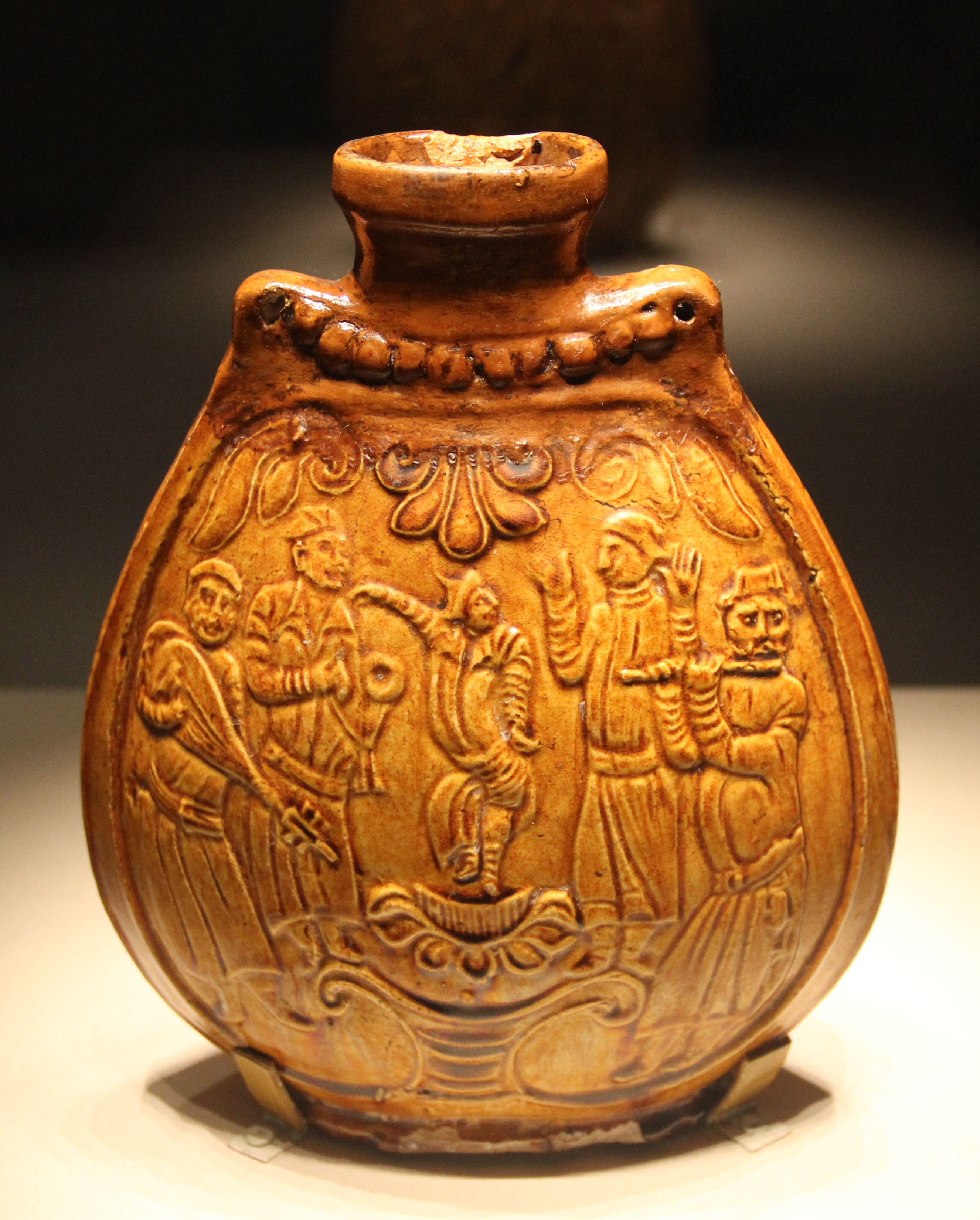
Сосуд Северной Ци со среднеазиатскими (вероятно, согдийскими) танцорами и музыкантами из гробницы в Аньяне, 575 г. н. э.

Китайские каменные погребальные саркофаги аналогичной формы были стандартной чертой того периода в северном Китае с V века н. э., но, скорее всего, были адаптацией из западных регионов, поскольку самые ранние образцы погребальных каменных саркофагов можно найти в III и IV веках в Куче. Китайские каменные саркофаги часто ассоциировались с иностранной этнической принадлежностью (сяньби, туюхун…) и, возможно, с буддизмом или зороастризмом. Тем не менее, согдийские гробницы в Китае являются одними из самых роскошных того периода в этой стране и уступают только имперским гробницам, что позволяет предположить, что согдийские сабао были одними из самых богатых членов населения.
Согдийские каменные погребальные саркофаги исчезли в последующий период династии Тан, хотя согдийское влияние, вероятно, было ещё более значительным в Китае в то время, возможно, из-за имперских ограничений в отношении погребальных практик.
Известно, что другие гробницы из Аньяна содержали предметы со среднеазиатским влиянием, такие как кувшин, украшенный танцорами и музыкантами, из гробницы чиновника Северной Ци в Аньяне и датированный 575 годом нашей эры.